# Milan Hudnik
Milan Hudnik, slovenski violončelist, * 1971.
Milan Hudnik je priznani slovenski violončelist, ki poleg igranja v Simfoničnem orkestru RTV Slovenija bogati slovenski in mednarodni kulturni prostor s solističnimi nastopi in predanim pedagoškim delom na Konservatoriju za glasbo v Ljubljani. Igra na violončelo Marcello Giovanni Battista Martinenghi iz leta 1929.

## Življenjepis
Milan Hudnik se je rodil leta 1971 v Ljubljani in začel igrati violončelo pri 12 letih. Že v času študija pri profesorjih Cirilu Škerjancu na Akademiji za glasbo v Ljubljani in Mariu Brunellu v Brescii se je posvečal komorni in sodobni glasbi. Z recitali solo skladb je nastopil na festivalih v Sloveniji, Italiji, Avstriji, Švici, na Hrvaškem in ZDA. Za Društvo slovenskih skladateljev  krstno izvaja dela v duu s pianistko Hermino Hudnik in z drugimi vrhunskimi glasbeniki kot so Janez Podlesek, Jože Kotar, Luca Ferrini, pihalni kvintet Slowind in ansambel Neofonia. Z violinistom Žigo Brankom je leta 2018 posnel zgoščenko z glasbo Zoltana Kodalya in Lucijana Marije Škerjanca. Vodi mojstrske tečaje za violončelo in komorno igro v Zagrebu, Dubrovniku, Umagu, Postojni in Ljubljani in je redni član žirij državnih in mednarodnih tekmovanj. Solistično je nastopil z vodilnimi slovenskimi orkestri pod taktirkami Antona Nanuta, Simona Krečiča, Lorisa Voltolinija, Uroša Lajovica, Simona Dvoršaka, Liorja Shambadala, Davida de Villersa, Lorenza Castriote Skanderbega  in Alpaslana Ertüngealpa. S Simfoničnim orkestrom RTV Slovenija je posnel dela za violončelo Josefa Haydna, Joela Hoffmana in Koncertno fantazijo Igorja Štuheca.

## Zgoščenke
- CD Hudnik, Brank, Kodaly, Škerjanc, ZKP Radio Slovenija, (2018)
- CD Bravo orkester 1, Joel Hoffman: Koncert za violončelo in orkester, ZKP Radio Slovenija (2004)
- CD Božidar Kos: Evocations za violončelo solo, Ed.DSS 201186, Ars Slovenica (2011)
- CD Vitja Avsec: Štiri kratke skladbe za violončelo in klavir,  Ed.DSS 200658 (2006)